# Mój grzech
Mój grzech (hiszp. Mi Pecado) – meksykańska telenowela wyprodukowana przez Televisę.
Głównymi aktorami są: Maite Perroni i Eugenio Siller. Producentem telenoweli jest Juan Osorio, a jej premiera odbyła się 15 czerwca 2009 roku o godzinie 18:00 na El Canal de las Estrellas, a w Polsce emitowana była przez TV4 od 14 kwietnia 2010 roku o godz. 19 oraz wyemitowano powtórkę telenoweli, od 28 września 2011 do 5 marca 2012 roku o godz. 15.
"Mi Pecado" jest oryginalną historią, a jej scenarzystą – Cauthemoc Blanco. Opowiada ona o parze zakochanych: Lucrecii i Julianie. Zawrócili swoją miłością w głowie całej rodzinie. Zdarzyła się też tragiczna rzecz: brat Lucrecii – Cesar ginie, kiedy byli tylko dziećmi.

## Fabuła
Przyjaciele: Paulino Córdoba, Rodolfo Huerta, Matias Quiroga i Gabino Roura. Rodolfo miał żonę Justinę, która doprowadziła do sprzeczki pomiędzy przyjaciółmi. Żona Rodolfa zdradzała go z jego przyjaciółmi  Paulinem i Gabinem. Mieli w dwójkę dwóch synów: Juliana Huerta i Josue Huerta. Julian był prawdziwym synem Justiny i Rodolfa, natomiast Josue był synem Paulina Córdoby. Paulino miał żonę Rosario, która nie lubiła Rodolfa i jego żony! Paulino i Rosario mieli syna Cesara, który utopił się przy wodospadzie z winy brata Juliana, Josue – przyjaciel Lucrecii, który był zakochany w niej bez wzajemności. Mieli również córkę Lucrecię, która nie była prawdziwą córką Paulina, lecz była siostrą własnej matki Rosario (została zgwałcona przez ojca). Gabino Roura, który zabił własną żonę Ines z powodu rządzenia hacjendą. Miał syna Carmela, który był jeszcze gorszy od niego. Teresa również była jego córką, lecz była mniej zauważana niż Carmelo u ojca. W dzieciństwie byli przyjaciółmi Lucrecii Córdoba, Juliana Huerta zwanego czortem, Cesara Córdoba, Josue Huerta i Manuel (stajenny) zwany m.in. przez Carmela psem. Podczas zabawy przy wodospadzie Cesar utonął, ponieważ Josue kazał mu przejść przez pień! Rosario zganiała całą winę na Juliana i Lucrecię. Kobieta wysłała ją do Oxaca. Towarzyszyła tam jej kuzynka Renata, która zabiła panią dyrektor. Po paru latach wróciła na wieś do własnego domu! Najpierw spotkała Juliana i jej miłość do niego ożyła. Wszyscy byli przeciwni temu związkowi. Jednak para postanowiła walczyć o własne uczucia. Mieli między sobą małe sprzeczki, m.in. chodziło o Lorenę – byłą dziewczynę Juliana. Rosario chciała jednak zmusić córkę, żeby wyszła za mąż za Carmela. Gabino, Manuel i Hosue również kochali się w Lucrecii jak Julian i Carmelo. Rodolfo pewnego dnia dowiedział się, że jego żona Justina zdradzała go z Gabinem – jego przyjacielem! Jednak mężczyzna potrafił jej to wybaczyć – po paru latach znów stali się małżeństwem. Jednak wcześniej Gabino został zamordowany przez własnego syna Carmela, a podejrzany był o to Julian, który poszedł do więzienia za zabicie Gabina. Paulino Córdoba był sparaliżowany tak, że nie mógł mówić, a sady popadły w ruinę. Rosario mówiła Lucrecii o sprzedaży ziemi mając nadzieję, że poślubi Carmela.
Lucrecia mówi, że ożeni się z Carmelem, gdy on uniewinni Juliana i pomoże jej ojcu przed ruiną. Carmelo dotrzymuje słowa. Żenią się. Julian nie może w to uwierzyć, że Lucrecia się sprzedała. Julian wyjeżdża z San Pedro do Xalapa, gdzie spotyka swoją byłą narzeczoną Lorenę. Mijają trzy lata. Paulino już wyzdrowiał i wszystko się poukładało. Lorena planuje z Julianem wziąć ślub. Jednak nie dochodzi do tego, ponieważ umiera ojciec Loreny, którego zabija Carmelo. Ślub zostaje przełożony. Julian prowadzi interesy z ojcem Lucrecii. Julian nie chce się ożenić z Loreną, ponieważ kocha Lucrecię. Postanawia walczyć o swoją miłość do niej. Lucrecia pewnego dnia przynosi Carmelowi papiery rozwodowe. Z tego powodu Carmelo gwałci dziewczynę. Julian dowiaduje się o zgwałceniu Lucrecii i postanawia zabić Carmela. Carmelo porywa do domku w Rio Blanco Lucrecię. Jednak Julian i Renata przychodzą jej z pomocą. Lucrecia rodzi śliczne dziecko, które jest Juliana – nazywa go Cesar. Lucrecia dowiaduje się od matki całej prawdy. Rosario idzie nad wodospad, postanawia się utopić. Lucrecia i Julian żyją długo i szczęśliwie. Carmelo trafia do więzienia za zabicie swojego ojca oraz ojca Loreny i zlecenie zabójstwa Paulina.

## Obsada
- Maite Perroni – Lucrecia Córdoba Pedraza
- Eugenio Siller – Julián Huerta Almada
- Lucía Méndez – Inés de Roura
- Sergio Goyri – Gabino Roura Beltrán
- Daniela Castro – Rosario  Pedraza de Córdoba
- Francisco Gattorno – Rodolfo Huerta
- Sabine Moussier – Justina Almada de Huerta
- Armando Araiza – Carmelo Roura
- Roberto Blandón – Paulino Córdoba
- Salvador Sánchez – ojciec Matías Quiroga
- Jessica Coch – Renata Córdoba
- Jackie García – Blanca Quiroga
- Tina Romero – Asuncion Torres
- Gabriela Carrillo – Teresa Roura Valdivia
- Antonio Medellín – Modesto Flores
- Magda Karina – Delfina Solís
- Diego Amozurruita – Josue Huerta
- Aldo Gallardo – Manuel Solís
- Daniela Aedo – młoda Lucrecia Córdoba Pedraza
- Adriano Zendejas – młody Julian Huerta Almada
- Diego Velásquez –  César Córdoba Pedraza
- Alejandro Cervantes – młody Manuel
- Iana Blumenthal – młoda Renata